# Plaza del Palacio (San Petersburgo)

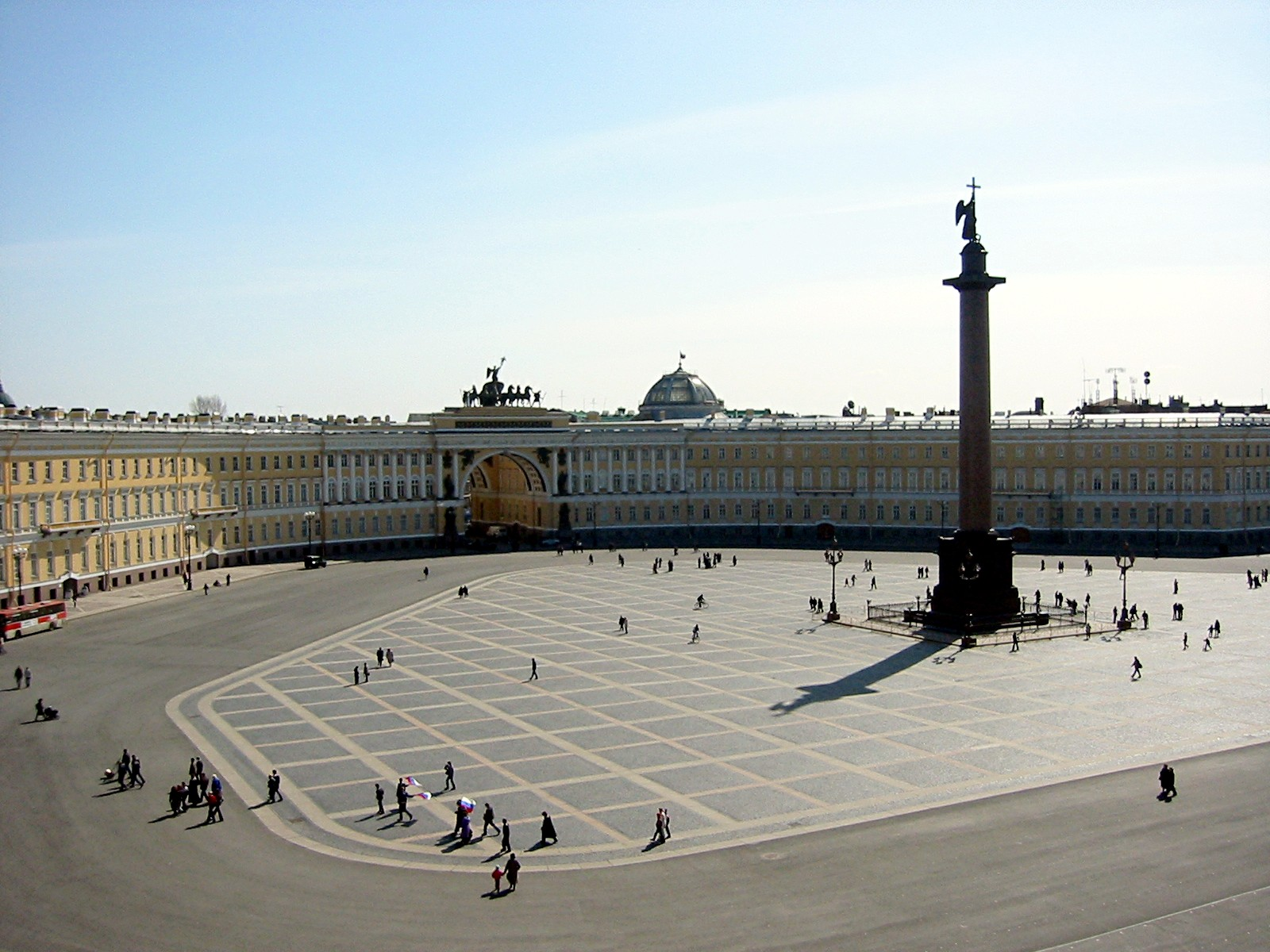
Vista de la plaza con la Columna de Alejandro desde una ventana abierta en el Museo del Hermitage, ubicado en el Palacio de Invierno.

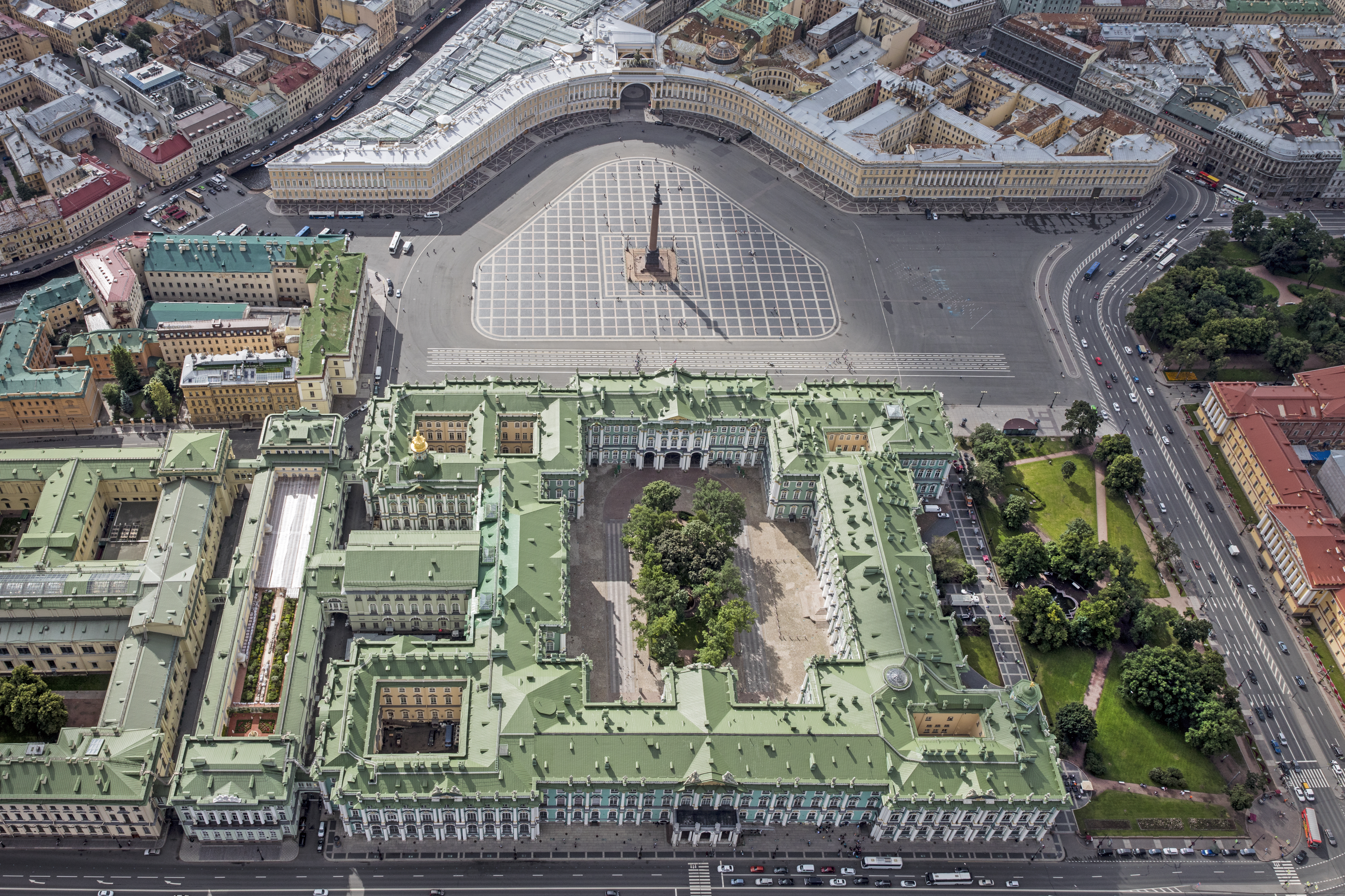
Vista aérea de la plaza ubicada entre el Palacio de Invierno (abajo) y el Edificio del Estado Mayor (arriba).

La Plaza del Palacio (en ruso: Дворцовая площадь, Dvortsóvaya Plóschad), une la Avenida Nevski con el Puente del Palacio que lleva a la Isla Vasílievski, es la plaza central de San Petersburgo y del antiguo Imperio ruso. El lugar fue escenario de muchos acontecimientos de importancia mundial, entre los que se incluyen el Domingo Sangriento (1905) y la Revolución de Octubre (1917).
El edificio más antiguo y célebre de la plaza es el Palacio de Invierno de los zares rusos (1754-62), de estilo barroco blanco y azul, que da nombre a la plaza. Pese a que los edificios adyacentes poseen una construcción neoclásica, combinan perfectamente con el palacio en cuanto a escala, ritmo y monumentalidad.
El lado opuesto de la plaza, el lado sur, fue diseñado en forma de arco por el arquitecto George von Velten en el siglo XVIII. Sin embargo, los planos de von Velten se llevaron a la práctica medio siglo después, cuando Alejandro I de Rusia imaginó a la plaza como un enorme monumento a la victoria rusa contra Napoleón Bonaparte y encargó a Carlo Rossi que diseñara el Edificio del Estado Mayor (1819-29). Esta construcción en forma de arco y estilo Imperio cuenta en el centro con un arco de triunfo doble coronado con una cuadriga romana.
El centro de la plaza se halla señalado por la Columna de Alejandro (1830-34), diseñada por Auguste de Montferrand. Esta columna de granito rojo (la más alta de su tipo en el mundo) tiene 47,5 metros de altura y pesa alrededor de 600 toneladas. La misma se encuentra tan bien asentada que no necesita estar unida a su base.
La parte oriental de la plaza está ocupada por el Cuartel del Cuerpo de Guardias (1837-43), creado por Aleksandr Briulov. Sin embargo, el lado occidental se abre hacia la Plaza del Almirantazgo, lo que convierte a la Plaza del Palacio en parte vital del gran conjunto de plazas de San Petersburgo.